# Vis maior
Vis maior, latinskt juridiskt uttryck för oförutsedd händelse som inte kan förebyggas (vis maior, quae humana infirmitas resistere non potest), likvärdigt med franska force majeure och engelska Act of God.